# Plaine-et-Vallées
Plaine-et-Vallées es una comuna nueva francesa situada en el departamento de Deux-Sèvres, de la región de Nueva Aquitania.

## Historia
Fue creada el 1 de enero de 2019, en aplicación de una resolución del prefecto de Deux-Sèvres de 7 de noviembre de 2018 con la unión de las comunas de Brie, Oiron, Saint-Jouin-de-Marnes y Taizé-Maulais, pasando a estar el ayuntamiento en la antigua comuna de Oiron.

## Demografía
Según los datos aportados en la resolución del prefecto de Deux-Sèvres, la comuna se crea con 2488 habitantes.

## Composición
| Comuna fusionada      | Código INSEE | Población (2016) | Superficie (km²) | Densidad (hab./km²) |
| --------------------- | ------------ | ---------------- | ---------------- | ------------------- |
| Brie                  | 79054        | 176              | 11.96            | 15                  |
| Oiron                 | 79196        | 904              | 36.75            | 25                  |
| Saint-Jouin-de-Marnes | 79260        | 569              | 22.77            | 25                  |
| Taizé-Maulais         | 79321        | 764              | 21.23            | 36                  |